# Inversiune (geometrie)
În matematică o inversiune este o funcție bijectivă care transformă o figură prin schimbarea punct cu punct a pozițiilor punctelor figurii.
În fizica matematică o transformare de inversiune este o extensie naturală a transformărilor Poincaré pentru a include toate transformările conforme bijective în coordonatele spațiu-timpului. Aceste transformări sunt mai puțin studiate în fizică deoarece, spre deosebire de rotațiile și translațiile simetriei Poincaré, un obiect nu poate fi transformat fizic prin inversiune. Unele teorii fizice sunt invariante față de această simetrie, cazuri în care se vorbește despre „simetrie ascunsă”. Alte simetrii ascunse ale fizicii sunt simetria măsurii și covarianța generală.

## Primele utilizări
În 1831, matematicianul Ludwig Immanuel Magnus a început să publice despre transformările planului generate prin inversiune într-un cerc cu raza R. Activitatea sa a inițiat un număr mare de publicații, numite acum de geometrie de inversiune. Cel mai proeminent matematician a fost August Ferdinand Möbius, care a redus transformările plane la aritmetica cu numere complexe. Printre fizicienii care au folosit de la început transformarea de inversiune a fost Lord Kelvin, iar asocierea cu el face ca aceasta să fie numită transformata Kelvin.

## Transformarea coordonatelor
În cele ce urmează se va folosi timpul imaginar ({\displaystyle t'=it}), astfel încât spațiu-timpul să fie euclidian și ecuațiile să fie mai simple. Transformările Poincaré sunt date de transformarea de coordonate în spațiu-timp parametrizată de cei 4 vectori V
{\displaystyle V_{\mu }^{\prime }=O_{\mu }^{\nu }V_{\nu }+P_{\mu }\,}
unde {\displaystyle O} 
este o matrice ortogonală⁠(d) și {\displaystyle P} este un vector cu 4 componente (un 4-vector). Aplicarea acestei transformări de două ori pe un 4-vector dă o a treia transformare de aceeași formă. Invariantul de bază la această transformare geometrică este lungimea spațiu-timp dată de distanța dintre două puncte din spațiu-timp date de 4-vectorii x și y:
{\displaystyle r=|x-y|.}
Aceste transformări sunt subgrupuri de transformări conforme generale „1 la 1” în spațiu-timp. Este posibil să se extindă aceste transformări pentru a include toate transformările conforme „1 la 1” din spațiu-timp
{\displaystyle V_{\mu }^{\prime }={\frac {A_{\tau }^{\nu }V_{\nu }+B_{\tau }}{C_{\tau \mu }^{\nu }V_{\nu }+D_{\tau \mu }}}.}
De asemenea, este necesară o condiție echivalentă cu condiția de ortogonalitate a transformărilor Poincaré:
{\displaystyle AA^{T}+BC=DD^{T}+CB}
Deoarece se poate împărți și numărătorul și numitorul expresiei transformării cu {\displaystyle D}, nu se pierde generalitatea setând {\displaystyle D} la matricea unitate. În final se obține
{\displaystyle V_{\mu }^{\prime }={\frac {O_{\mu }^{\nu }V_{\nu }+P_{\tau }}{\delta _{\tau \mu }+Q_{\tau \mu }^{\nu }V_{\nu }}}.}
Aplicarea acestei transformări de două ori la un 4-vector dă o transformare de aceeași formă. Noua simetrie a „inversiunii” este dată de 3-tensorul {\displaystyle Q.} Această simetrie devine simetrie Poincaré dacă se pune {\displaystyle Q=0.} Când {\displaystyle Q=0} a doua condiție necesită ca {\displaystyle O} să fie o matrice ortogonală. Această transformare este „1 la 1”, ceea ce înseamnă că fiecare punct este aplicat la un punct unic numai dacă se includ teoretic punctele de la infinit.

## Invarianți
Invarianții pentru această simetrie în 4 dimensiuni nu sunt cunoscuți, totuși se știe că invariantul necesită un minim de 4 puncte din spațiul-timp. Într-o dimensiune, invariantul este binecunoscutul raport anarmonic din transformarea Möbius:
{\displaystyle {\frac {(x-X)(y-Y)}{(x-Y)(y-X)}}.}
Deoarece singurii invarianți din această simetrie implică cel puțin 4 puncte, această simetrie nu poate fi o simetrie în teoria particulelor punctiforme. Teoria particulelor punctiforme se bazează pe cunoașterea lungimii drumului particulelor prin spațiu-timp (de exemplu, de la {\displaystyle x} la {\displaystyle y}). Simetria poate fi o simetrie a teoriei coardelor în care coardele sunt determinate în mod unic de punctele lor de capăt. În această teorie propagatorul⁠(d) dintr-o coardă care începe în punctul de capăt {\displaystyle (x,X)} și se termină în punctul de capăt {\displaystyle (y,Y)} este o funcție conformă a unui invariant dintr-un spațiu cu 4 dimensiuni. Un câmp de coarde în teoria coardelor cu puncte de capăt este o funcție asupra punctelor finale.
{\displaystyle \phi (x,X).\,}

## Dovezi fizice
Deși este firesc să se generalizeze transformările Poincaré pentru a găsi simetrii ascunse în fizică și astfel să se restrângă numărul de teorii posibile ale fizicii energiilor înalte, este dificil să se examineze experimental această simetrie, deoarece nu este posibilă transformarea unui obiect prin această simetrie. Dovada indirectă a acestei simetrii este dată de cât de exacte sunt predicțiile teoriilor fundamentale ale fizicii care sunt invariante la această simetrie. O altă dovadă indirectă este dacă teoriile care sunt invariante la această simetrie duc la contradicții, cum ar fi obținerea de probabilități mai mari de 1. Până acum nu a existat nicio dovadă directă că constituenții fundamentali ai universului sunt coarde. Simetria ar putea fi și o ruperea a simetriei⁠(d), ceea ce înseamnă că, deși este o simetrie a fizicii, universul a „înghețat” într-o anumită direcție, astfel încât această simetrie nu mai este evidentă.